# Heinrich Labhart
Heinrich Labhart  (* 27. Juni 1919 in Winterthur; † 2. Februar 1977 in Zürich) war ein Schweizer Physiko-Chemiker (Physikalische Chemie, Quantenchemie). Er war Professor an der Universität Zürich.

## Leben
Labhart wuchs in Küsnacht auf, besuchte das Kantonale Gymnasium in Zürich und wurde 1947 an der ETH Zürich bei Paul Scherrer in Festkörperphysik mit der Arbeit Ueber den Mechanismus der elektrischen Leitfähigkeit des Siliciumcarbids promoviert. 1946 bis 1948 war er im Labor der Medizinischen Universitätsklinik in Basel, wo er an Verfeinerung der Mikro-Elektrophorese arbeitete, und ab 1948 an der ETH Zürich in der Abteilung Industrielle Forschung, wo er sich mit Schallgeschwindigkeit in porösen Medien befasste. Ab 1951 war er bei Ciba in Basel in deren Physikalischer Abteilung. 1952 habilitierte er sich an der ETH Zürich (über die magnetischen Eigenschaften von Ferriten und Antiferromagnetismus) und wurde danach Dozent an der Universität Basel. 1956 war er bei Robert Mulliken und John R. Platt an der University of Chicago. Er wurde 1960 Leiter der Gruppe für Farbstoffphysik bei Ciba und war daneben ab 1958 außerordentlicher Professor in Basel. Ab 1964 war er als Nachfolger von Klaus Clusius ordentlicher Professor für Physikalische Chemie an der Universität Zürich und Direktor des Physikalisch-Chemischen Instituts. Sein Nachfolger war Georges H. Wagnière.
Er befasste sich mit Physik von Farbstoffmolekülen und photochemischen Primärprozessen, und mit Quantenchemie (Berechnung der Elektronenverteilung in Heteroaromaten und Sigma-Pi-Wechselwirkung, der Entwicklung semiempirischer Methoden und der Wechselwirkung von Molekülen mit Photonen in elektrischen Feldern).
1967 bis 1971 war er im Forschungsrat des Schweizerischen Nationalfonds.

## Schriften
- Einführung in die Physikalische Chemie, 5 Bände, Springer 1975, 2. Auflage 1985